# کلوپ فلوریدا
 کلوپ فلوریدا (به آلمانی: Florida TableDance) باشگاه برهنگی در خیابان مرکاتوراستراخش دویسبورگ آلمان قرار دارد. مالک این باشگاه برت والرشیم برنامه ساز تلویزیون آرتی‌ال آلمان است . برت وارلرشیم به خاطر اداره چند کازینو باشگاه برهنگی و روسپی‌خانه در آلمان به پادشاه منطقه سرخ مشهور شده است . باشگاه فلوریدا محل تجمع تظاهرات‌کنندگان پگیدا در سال ۲۰۱۶ بود.